# Khaled Alouach
Khaled Alouach, né le 17 avril 1998 à Bir Mourad Raïs en Algérie est un acteur franco-algérien.

## Biographie
Né en Algérie, Khaled Alouach grandit dans le 15e arrondissement de Paris. Il intègre le lycée Victor-Duruy.
En 2017, il est choisi par le réalisateur Chad Chenouga qui lui offre le rôle principal de Nassim face à Yolande Moreau dans De toutes mes forces.
En 2018, il est à l’affiche du film Un couteau dans le cœur de Yann Gonzalez dans lequel il donne la réplique à Vanessa Paradis.
Depuis 2020, il joue le rôle de Theo Teyssier dans le feuilleton de TF1 Ici tout commence

## Filmographie

### Cinéma

#### Longs métrages
- 2017 : De toutes mes forces de Chad Chenouga : Nassim
- 2018 : Un couteau dans le cœur de Yann Gonzalez : Nans / Fouad

#### Courts métrages
- 2019 : Visio de Bryan Trésor
- 2019 : Le nouveau moi d'Arnaud Valois

### Télévision
- 2020 - 2023 : Ici tout commence sur TF1 : Théo Teyssier

## Distinctions

### Nomination
- 2018 : pré-nomination pour le César du meilleur espoir masculin, pour De toutes mes forces de Chad Chenouga[3]